# Vasile Brescanu
Vasile Brescanu (n. 20 iulie 1940, Gotești, raionul Cantemir, Republica Moldova – d. 3 ianuarie 2010, Chișinău, Republica Moldova) a fost un cunoscut regizor de film, actor de teatru și film din Republica Moldova.

## Biografie
Vasile Brescanu s-a născut la data de 20 iulie 1940 în satul Gotești (județul Cahul). A studiat la Institutul de Arte "Gavril Musicescu" din Chișinău (1959-1963), specializarea actor de teatru și film și apoi la Institutul Unional de Cinematografie din Moscova - VGIK (1965-1970), specializarea regie film.
În perioada 1957-1958 a lucrat ca învățător în satul Lingura (raionul Baimaclia), apoi ca ziarist în orașul Căușeni, aici începându-și activitatea de creație în teatrul de amatori. Dupa absolvirea Facultății de artă teatrală, este angajat ca actor la Teatrul "Luceafărul" din Chișinău.
A debutat pe marele ecran cu un o interpretare strălucită în filmul lui Emil Loteanu Așteptați-ne în zori (având rolul lui Vlaicu). După absolvirea VGIK, revine în cadrul studioului "Moldova-film" și continuă să joace în filme. Cele mai apreciate roluri ca actor le-a avut în filmele: Așteptați-ne în zori (1963) și Hai, murgule, hai! (1989). În paralel, lucrează și ca regizor de film, fiind foarte apreciat în această calitate.
Vasile Brescanu a obținut Premiul pentru cea mai bună regie la Festivalul republican de filme desfășurat în orașul Chișinău (ed. I, 1980) pentru filmul Emisarul serviciului secret (1979). În anul 1991 a primit titlul de Maestru în artă.
În ultimii ani ai vieții a fost bolnav de cancer. A decedat la Chișinău, în 3 ianuarie 2010.

## Filmografie

### Actor
- 1963 Așteptați-ne în zori - Vlaicu;
- 1963 Evadat de sub escortă - Ștefan Brebu;
- 1966 Tunelul (Туннель) - coproductie româno-sovietică;
- 1969 Nuntă la palat - Manolache;
- 1970 Explozie cu efect întârziat (Взрыв замедленного действия) - Valentin;
- 1975 Calul, pușca și nevasta (Конь, ружьё и вольный ветер) - Constantin;
- 1975 Nicușor, un adolescent dificil (Никушор из племени ТВ) - tatăl lui Nicușor;
- 1976 Nu crede țipătului păsării de noapte (Не верь крику ночной птицы) - Vasile Căruntu;
- 1979 Emisarul serviciului secret (Эмиссар заграничного центра) - Krupenski, alias Marin;
- 1989 Hai, murgule, hai! (1989);
- 1989 Durerea, Tudorel (1989) ș.a.

### Regizor
- 1969 Priveghiul mărginașului - scurt metraj
- 1971 Ultimul fort
- 1972 Băieți de dobă - film TV
- 1974 Toate dovezile împotrivă (Все улики против него)
- 1976 Favoritul (Фаворит)
- 1979 Emisarul serviciului secret (Эмиссар заграничного центра)
- 1981 Greșeala lui Tony Wendis (Ошибка Тони Вендиса) - film TV, 2 episoade
- 1985 De întoarcere uitați (О возвращении забыть)
- 1986 Tunul de lemn (Деревянная пушка)
- 1986 Un autobuz în ploaie (2 episoade) - film TV
- 1994 Jolly Alon - serial (4 episoade) - film TV
- 1997 O singură zi - scurt metraj

## Distincții
- 1991—A fost recompensat cu titlul (onorific) Maestru în artă [2]